# Rick Pluimers
Rick Pluimers (Enter, 7 dicembre 2000) è un ciclista su strada olandese che corre per il Tudor Pro Cycling Team.

## Palmarès
- 2018 (Juniores)

Menen-Kemmel-Menen
- 2025 (Tudor Pro Cycling Team, una vittoria)

Muscat Classic

### Altri successi
- 2022 (Jumbo-Visma Development Team)

HLB van Daal Eurode Omloop
1ª tappa Tour de l'Avenir (La Roche-sur-Yon > La Roche-sur-Yon, cronosquadre)

## Piazzamenti

### Grandi Giri
- Giro d'Italia

2025: 105º

### Classiche monumento
- Milano-Sanremo

2023: 49º
2024: ritirato
2025: 36º
- Giro delle Fiandre

2024: ritirato
2025: 24º

### Competizioni mondiali
- Campionati del mondo

Innsbruck 2018 - In linea Junior: ritirato

### Competizioni continentali
- Campionati europei

Plouay 2020 - In linea Under-23: 55º
Trento 2021 - In linea Under-23: 39º
Anadia 2022 - In linea Under-23: 57º